# Michael Olieman
Michael Olieman (* 17. April 1983 in Utrecht) ist ein niederländischer Volleyballspieler.

## Karriere
Olieman begann seine sportliche Karriere 1989 bei Rentokil ZVH. 1998 wechselte er zu Jola Olympus und zwei Jahre später zu SS Barneveld. Nach einer Saison bei AA-Drink Capelle ging der Diagonalangreifer 2004 zu Ortec Rotterdam Nesselande. Mit Rotterdam gewann er 2005 die niederländische Meisterschaft. Im gleichen Jahr absolvierte er sein Debüt in der niederländischen Nationalmannschaft. Zuvor hatte er unter der Anleitung von Teun Buijs bereits bei den Junioren gespielt. 2006 konnte Rotterdam den Meistertitel erfolgreich verteidigen und wurde außerdem Pokalsieger. Mit der Nationalmannschaft gewann Olieman die Volleyball-Europaliga 2006. Dabei wurde er persönlich als bester Angreifer ausgezeichnet.
Nachdem er 2007 erneut den niederländischen Pokal gewonnen hatte, wechselte er zum italienischen Zweitligisten Marmi Lanza Verona. In der folgenden Saison spielte er beim japanischen Verein Toyoda Gosei Trefuerza. 2009 kehrte er zurück nach Italien. Der Vertrag bei Edilesse Cavriago wurde allerdings bereits im September aufgelöst, weil die Ärzte des Zweitligisten bei der Rückenverletzung des Niederländers einen Bandscheibenvorfall vermuteten. Olieman wandte sich daraufhin an seinen Freund Renzo Verschuren und erhielt einen Vertrag bei dessen Verein evivo Düren. Mit dem deutschen Bundesligisten erreichte er den dritten Platz in der Meisterschaft und das Finale des DVV-Pokals. 2011 verpflichtete der Ligakonkurrent Moerser SC den Diagonalangreifer, der auch hier 2013 das DVV-Pokalfinale erreichte. Danach wechselte Olieman zum griechischen Verein GC Lamia.